# キガンピ
キガンピ（Diplomorpha trichotoma）は、ジンチョウゲ科の灌木である。常緑で、東アジアに見られる。具体的には中国の安徽、広東、広西、湖南、江西、浙江、日本および大韓民国。

## 概要
叢生して0.5⁠–2.5 mの高さにまで成長する。夏季に開花し、600m程度の標高にある疎林、石灰岩丘陵の低木林、日陰、道路脇で育つ。中国、朝鮮、日本で製紙に用いられる。